# Granica Czechosłowacji z Niemcami Zachodnimi

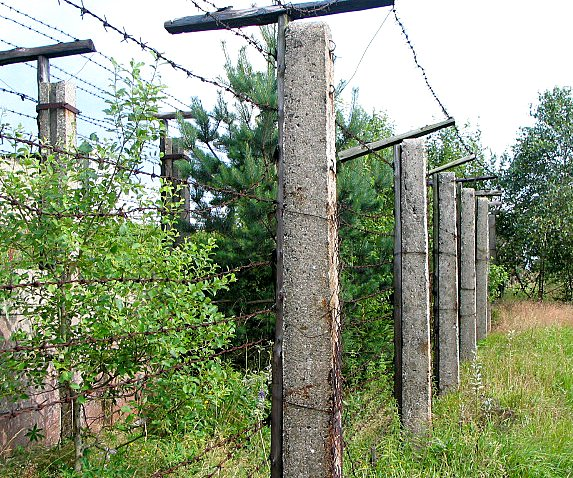
Pozostałości umocnień granicznych w pobliżu góry Dyleň.

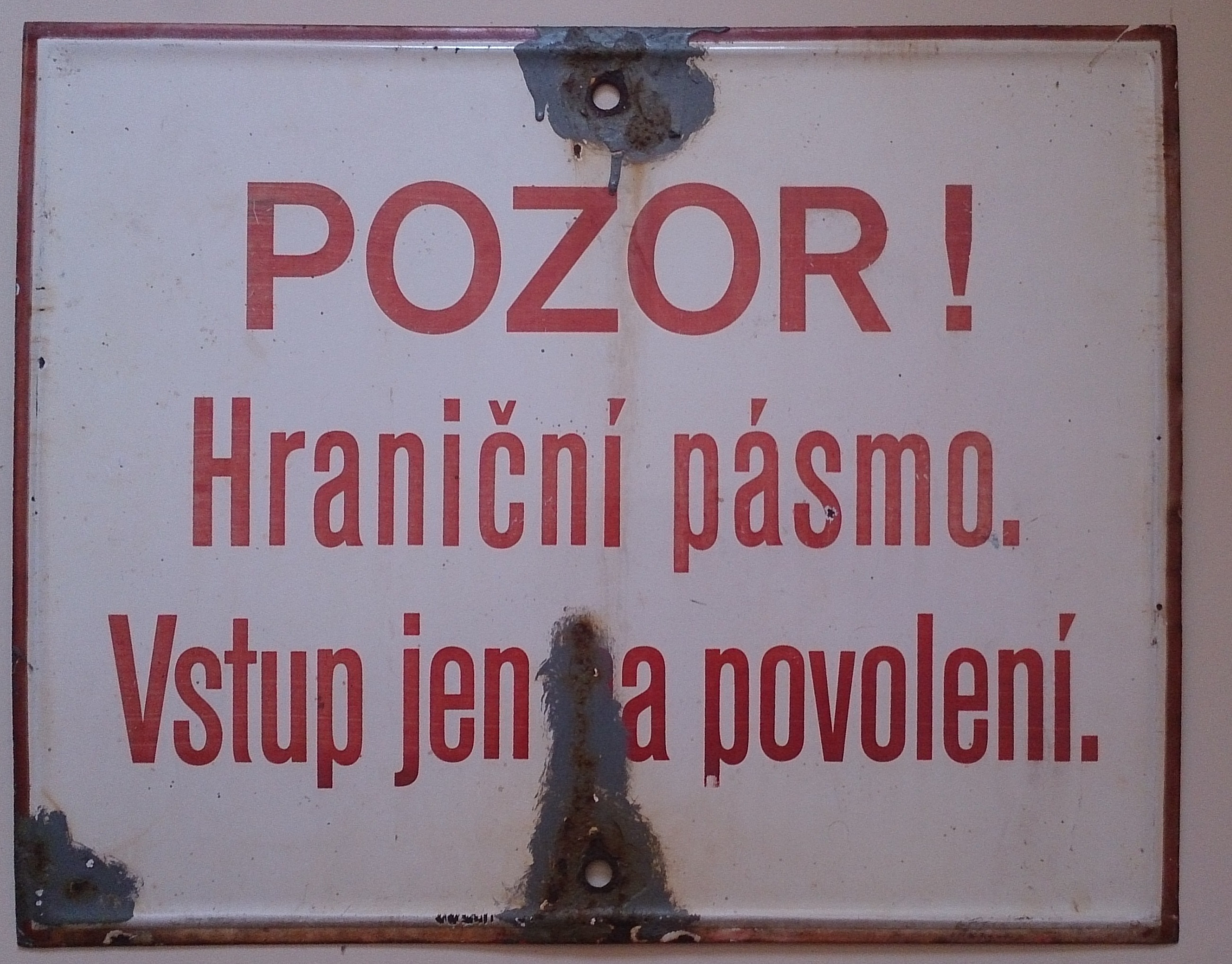
Tablica ostrzegawcza z początku lat 80.

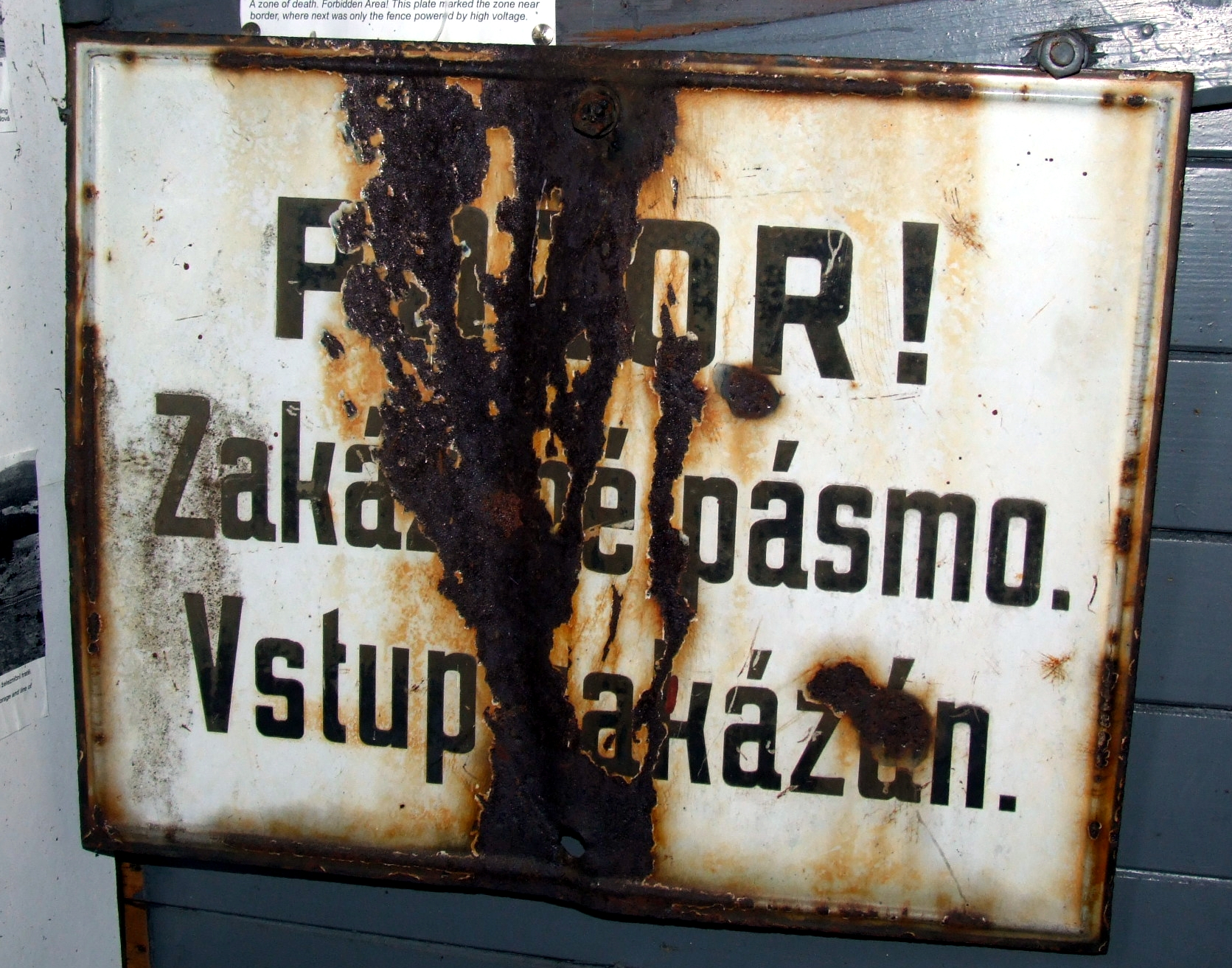
Tablica z lat 50.; za nią znajdowała się strefa śmierci z płotem pod wysokim napięciem.

Granica Czechosłowacji z Niemcami Zachodnimi – granica międzypaństwowa istniejąca od 1949 (utworzenie RFN) do 1990 roku (zjednoczenie Niemiec). Przez niemal cały ten okres była to granica pilnie strzeżona – stanowiła część "żelaznej kurtyny".
Fortyfikowanie granicy rozpoczęto już w 1948 roku, po przejęciu władzy w Czechosłowacji przez komunistów.

## Zamknięta granica
Pas graniczny, do którego wstęp był możliwy tylko ze specjalną przepustką, miał od 4 do 10 kilometrów szerokości; strefa pogranicza (wraz z odcinkiem na granicy z Austrią) zajmowała 1,5–2% obszaru państwa. W latach 50. XX wieku granica stała się praktycznie niemożliwa do przekroczenia: większość wsi z pogranicza wysiedlono, wyburzono również wiele budynków mieszkalnych i gospodarczych, aby nie stały się kryjówką dla uciekinierów. Liczne miejscowości przestały istnieć.
Od zachodniego świata Czechów i Słowaków oddzielały trzy pasma zasieków. Pierwsze to  drut kolczasty o wysokości 2 metrów. Drugie pasmo, płot o wysokości 2,5 metra, podłączono od 1953 roku do prądu pod napięciem od 3 do 6 tysięcy woltów. Ostatni drut kolczasty miał powstrzymywać zwierzęta, aby nie wpadały na płot pod wysokim napięciem. Przed zasiekami znajdowały się pasy zaoranego pola (o szerokości 20 metrów), na których widać było ślady potencjalnych uciekinierów. Dodatkowo teren między kolejnymi przeszkodami został zaminowany.
Zasieki znajdowały się nie tylko na samej granicy, ale były od niej oddalone o około dwa kilometry, aby czechosłowacka straż graniczna (Pohraniční stráž) mogła złapać uciekających jeszcze na terenie kraju. W latach 1948–1951 przedsięwzięcie wcześniejszego wyłapywania realizowane było jako akcja „Kamień”. Dla pograniczników wybudowano też sieć asfaltowych dróg, aby szybko mogli się przemieszczać z miejsca na miejsce.
Od 1965 roku zasieki nie były już podłączone do prądu (był to jeden z efektów odwilży zainicjowanej przez Chruszczowa). W okresie praskiej wiosny granice zostały praktycznie otwarte i w ciągu najbliższych trzech lat wyemigrowało kilkadziesiąt tysięcy ludzi.
W roku 1970 ponownie granicę zamknięto – tym razem był to system linii sygnalizacyjnych, które odpowiednio wcześniej informowały straż graniczną, że ktoś próbuje opuścić kraj. Rozbudowano także sieć wież obserwacyjnych (w sumie było ich 314).
Ostatecznie granica została otwarta pod koniec 1989 roku, w wyniku zwycięstwa aksamitnej rewolucji.

## Ofiary granicy
Podczas prób ucieczki życie straciło kilkaset osób – różne dane mówią o od 280 do ponad 400 zabitych (dane te dotyczą też granicy z Austrią; nie wliczono tu prób ucieczek drogą powietrzną). Nie wszyscy zginęli podczas ucieczki – zdarzały się też nieszczęśliwe wypadki (około stu), jak w przypadku niemieckiego turysty Johanna Dicka, który w 1986 roku został zastrzelony przez czechosłowackich pograniczników 200 metrów od granicy na terytorium Bawarii (wzięto go za jednego z dwóch polskich uciekinierów). Według statystyk 143 osoby zostały zastrzelone, 100 zmarło w wyniku porażenia prądem a 2 osoby po wybuchu min.
Śmierć zbierała żniwo również wśród straży granicznej i to o wiele wyższe – odnotowano 654 wypadki: 22 zabił prąd, 165 zmarło w wyniku wypadków (głównie drogowych, ale też postrzelonych przez kolegów), 60 się utopiło. Aż 236 funkcjonariuszy popełniło samobójstwo. Zaledwie 10 (według innych danych 12) poległo w wyniku wymiany ognia z osobami nielegalnie przekraczającymi granicę.